# Laghetti di Marco
Laghetti di Marco este o arie protejată (arie specială de conservare — SAC, sit de importanță comunitară — SCI) din Italia întinsă pe o suprafață de 35 ha, integral pe uscat.

## Localizare
Centrul sitului Laghetti di Marco este situat la coordonatele 45°51′29″N 11°00′55″E / 45.858056°N 11.015278°E.

## Înființare
Situl Laghetti di Marco a fost declarat sit de importanță comunitară în iunie 1995 pentru a proteja 22 de specii de animale. Situl a fost protejat și ca arie specială de conservare în martie 2014.

## Biodiversitate
Situată în ecoregiunea alpină, aria protejată conține 5 habitate naturale: Pajiști uscate seminaturale și facies de acoperire cu tufișuri pe substraturi calcaroase (Festuco-Brometalia) (* situri importante pentru orhidee), Păduri aluvionare cu Alnus glutinosa și Fraxinus excelsior (Alno-Padion, Alnion incanae, Salicion albae), Lacuri eutrofice naturale cu vegetație de tip Magnopotamion sau Hydrocharition, Grohotișuri termofile și vest-mediteraneene, Pajiști carstice calcaroase sau bazofile, de Alysso-Sedion albi.
La baza desemnării sitului se află mai multe specii protejate:
- păsări (21): pescăruș albastru (Alcedo atthis), fâsă de pădure (Anthus trivialis), caprimulg (Caprimulgus europaeus), lăstun de casă (Delichon urbicum), ciocănitoare neagră (Dryocopus martius), muscar negru (Ficedula hypoleuca), frunzăriță galbenă (Hippolais icterina), rândunică (Hirundo rustica), capîntortură (Jynx torquilla), sfrâncioc roșiatic (Lanius collurio), privighetoare (Luscinia megarhynchos), gaia neagră (Milvus migrans), muscar sur (Muscicapa striata), pietrar sur (Oenanthe oenanthe), codroșul de pădure (Phoenicurus phoenicurus), pitulice sfârâitoare (Phylloscopus sibilatrix), pitulice-fluierătoare (Phylloscopus trochilus), mărăcinar (Saxicola rubetra), turturică (Streptopelia turtur), silvie de zăvoi (Sylvia borin), silvie de câmp (Sylvia communis)
- amfibieni (1): Triturus carnifex

Pe lângă speciile protejate, pe teritoriul sitului au mai fost identificate 10 specii de plante, 4 specii de amfibieni, 7 specii de mamifere, 3 specii de nevertebrate, 5 specii de reptile.